# The Recycler
The Recycler to czasopismo z ogłoszeniami drobnymi ukazujące się w Los Angeles i Południowej Kalifornii, założone przez Guntera i Nancy Schaldach w roku 1973 z siedzibą w Silverlake, dzielnicy LA.
W roku 1998, 10 lat po śmierci Guntera w wypadku samochodowym na Pacific Coast Highway, "Recycler" został przejęty przez Times Mirror Co. Gazeta zamieszcza wszystkie rodzaje ogłoszeń, od motoryzacji po wyroby jubilerskie. W latach 80. za pośrednictwem "Recyclera" założonych zostało wiele zespołów muzycznych, jak Metallica czy Mötley Crüe.